# 벼랑끝 전술

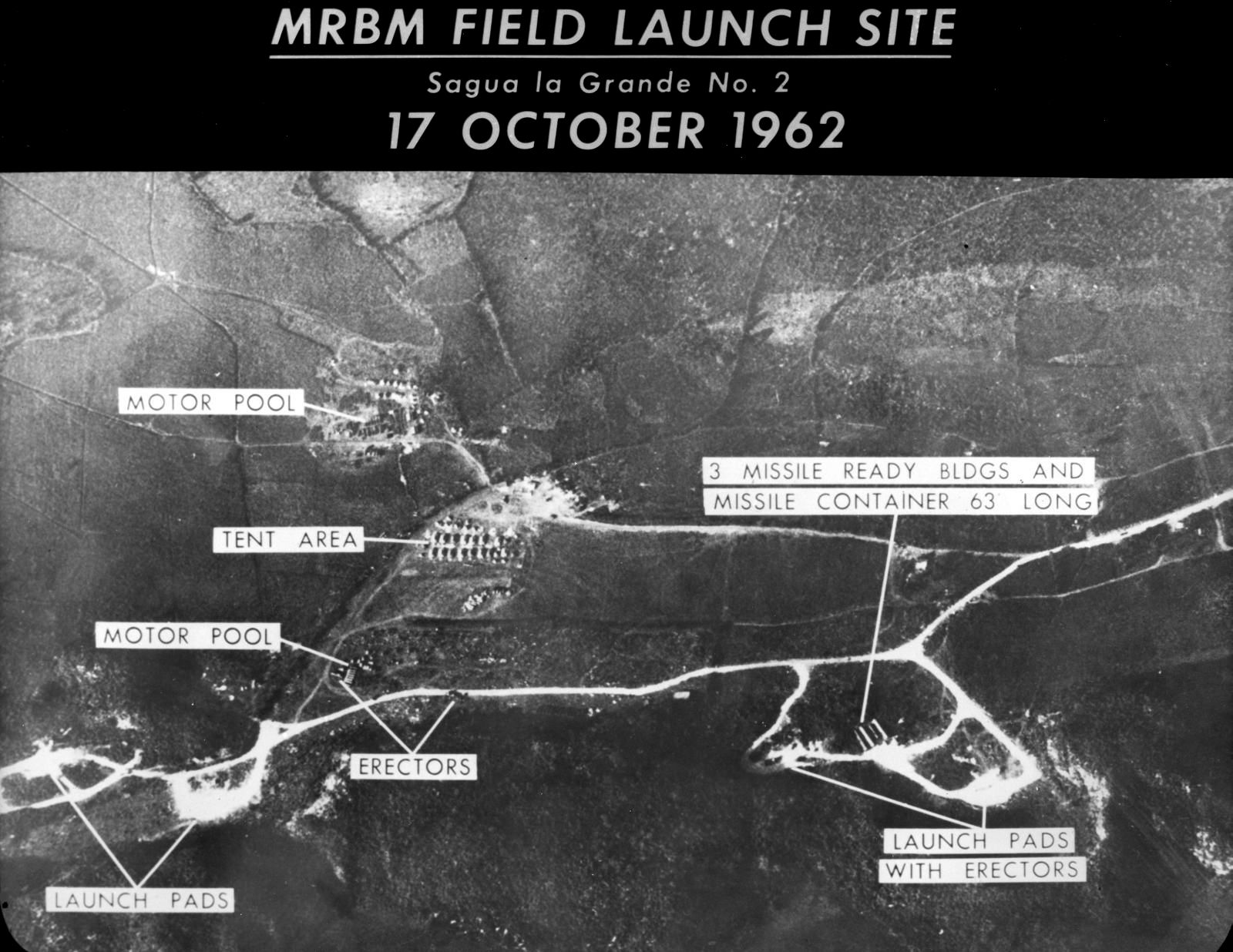
1962년 쿠바 미사일 위기는 대표적인 벼랑끝 전술의 사례이다.

벼랑끝 전술( - 戰術, 영어: brinkmanship, brinksmanship) 또는 위기 전술(危機戰術)은 냉전 당시에 미국과 소련 사이에 마치 전쟁을 하자는 것처럼 보이면서 적국의 양보를 얻어내려는 외교적 협상 전술을 말한다.

## 유래
1956년 미국 대통령 선거에서 민주당 애들레이 스티븐슨 후보는 공화당 드와이트 D. 아이젠하워 대통령, 특히 존 포스터 덜레스 국무장관이 벼랑끝전술(Brinkmanship)을 쓴다며 비판했다. 애들레이 스티븐슨이 Brinkmanship이라는 단어를 처음 만들었다.
1956년 1월호 라이프지의 인터뷰에서, 존 포스터 덜레스 국무장관은 "전쟁에 이르지 않고 벼랑(verge)에 이르는 능력은 필요한 예술이다. 이 예술을 정복하지 못하면 불가피하게 전쟁에 이르고 말 것이다. 전쟁을 피하려고 하거나 벼랑에 가는 것을 두려워한다면 전쟁에 지게 된다"고 말했다.
1964년 샌프란시스코에서 열린 공화당 전당대회에서는 배리 골드워터의 호전적 지지자들이 "겁쟁이 전술보다는 벼랑끝 전술이 낫다"(Better brinkmanship than chickenship)라는 슬로건이 쓰인 플래카드를 선보였다. chickenship이란 치킨 게임의 전술을 말한다. Chickenship은 겁쟁이가 먼저 피하면 지는 치킨 게임보다는 겁쟁이 전술로 의역할 수 있다.

## 위험성
세계적인 철학자인 영국 버트런드 러셀은 핵무기 벼랑끝전술을 치킨 게임에 비유했다. 두가지 모두 원리는 같다. 한쪽이 물러나도록 강력한 압박을 한다. 둘 다 안 물러나면 공멸한다.

## 같이 보기
- 굿캅 배드캅(영어판)
- 당근과 채찍
- 치킨 게임
- 상호확증파괴(MAD)